# Želkovice (Libomyšl)
Želkovice jsou vesnice, část obce Libomyšl v okrese Beroun ve Středočeském kraji. Nachází se asi tři kilometry východně od Libomyšle.

## Historie
První písemná zmínka o vesnici pochází z roku 1386.

## Přírodní poměry
Do katastrálního území Želkovice u Libomyšle zasahuje malá část přírodní památky Housina.

## Obyvatelstvo
| Rok            | 1869 | 1880 | 1890 | 1900 | 1910 | 1921 | 1930 | 1950 | 1961 | 1970 | 1980 | 1991 | 2001 | 2011 | 2021 |
| -------------- | ---- | ---- | ---- | ---- | ---- | ---- | ---- | ---- | ---- | ---- | ---- | ---- | ---- | ---- | ---- |
| Počet obyvatel | 222  | 177  | 174  | 169  | 149  | 157  | 149  | 106  | 99   | 73   | 75   | 36   | 40   | 30   | 63   |
| Počet domů     | 32   | 32   | 29   | 32   | 29   | 29   | 30   | 31   | 28   | 22   | 23   | 22   | 25   | 29   | 30   |

## Obecní správa
Při sčítání lidu v letech 1869–1899 Želkovice byly osadou obce Libomyšl v okrese Hořovice. V letech 1900–1964 byly samostatnou obcí v okrese Hořovice. Od 14. červn 1964 jsou opět částí obce Libomyšl v okrese Beroun.